# 眠兎
『眠兎』（みんと）は浅田弘幸による日本の漫画作品。
『月刊少年ジャンプ』（集英社）にて、1991年7月号から1992年2月号まで連載された。担当編集者であった武田冬門によれば当時の浅田は中原中也に傾倒しており、各話の表題は中原の詩から採られている。

## 主な登場人物
空木 眠兎（うつぎ みんと）
高校2年で、父親の海外転勤によって小泉家で生活することに。かつて母親を刺して死なせた過去があり、あまり他人に関わろうとしない。粋花には懐かれる一方で、時雨たちと衝突する。
小泉 粋花（こいずみ すいか）
小泉家の長女で高校2年。亡くなった前妻の娘。小柄でショートカットなため一見して少年の様にも見える。眠兎と時雨が「似ている」と感じるなど感性は高いが、普段の言動は子供っぽい。見かけによらず大食漢。
小泉 時雨（こいずみ しぐれ）
小泉家の長男で高校2年。粋花とは11ヶ月違いの兄。不良グループの一員で眠兎を目の敵にしている。父親が仕事のために亡き母を顧みなかったと考えて、母の葬儀で父親を刺そうとした過去がある。
小泉 早苗（こいずみ さなえ）
眠兎の叔母。小泉家の後妻で粋花とは仲がいいが、時雨には打ち解けてもらえないでいる。
岡崎 春生（おかざき はるお）
時雨の同級生で不良グループの一員。警察関係者の父親を通じて、眠兎が母親を刺殺したことを知る。

## 書誌情報
- 浅田弘幸 『眠兎』 集英社〈ジャンプコミックス〉、全2巻
  1. 朝の歌、1992年1月15日、ISBN 4-08-871286-2[4]
  2. 生ひ立ちの歌、1992年6月15日、ISBN 4-08-871287-0[5]
- 浅田弘幸 『浅田弘幸作品集 2 眠兎』 集英社〈集英社文庫〉
  1. 2009年7月17日、ISBN 978-4-08-618899-9[6]